# Borðoyarvík
Het Borðoyarvík is een fjord in het eiland Borðoy behorende tot de Faeröer. Het fjord steekt in noordwestelijke richting het eiland in. Aan het fjord liggen twee plaatsen: Norðoyri aan de oostkust en Klaksvík aan het uiteinde.

## Zie ook

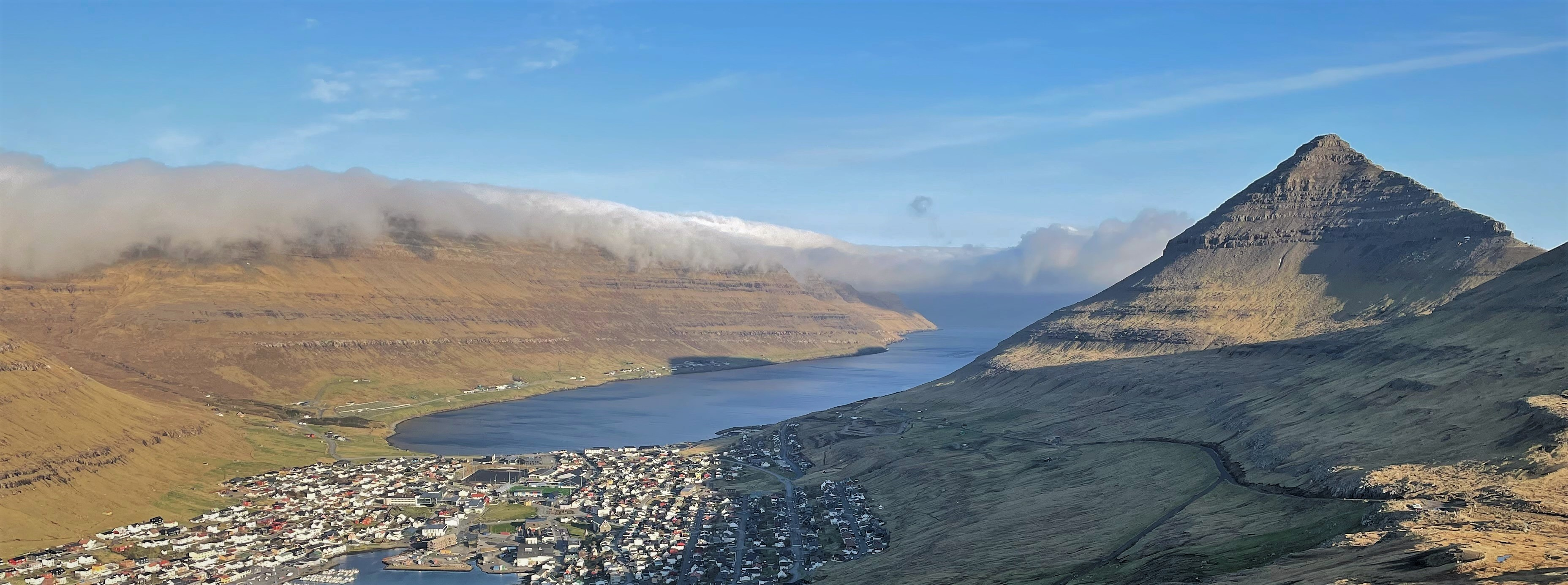
Klaksvík, Borðoyarvík en Háfjall (648 m).
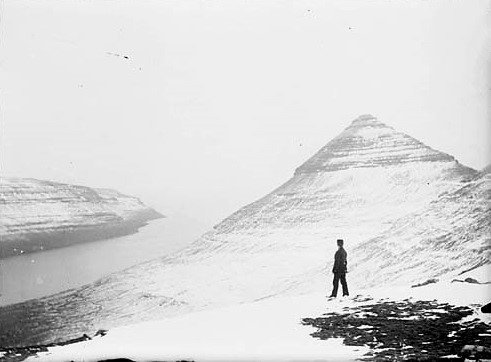
Foto uit 1899 van dezelfde locatie